# Freudiana (Eric Woolfson)
Freudiana (sottotitolato Deutsche Originalaufnahme) è il primo disco accreditabile al solo Eric Woolfson, pubblicato nel 1991 dalla Electrola/EMI.

## Il disco
È tratto dal musical Freudiana ed è dedicato al padre della psicoanalisi Sigmund Freud. Cantato in tedesco da artisti austriaci. È anche conosciuto come Black Freudiana per via della copertina scura che lo differenzia dall'omonimo Freudiana dell'anno precedente, ultimo album in studio con Alan Parsons e simbolo dello scioglimento del Project.

## Tracce
1. Freudiana (instrumental) (3:07)
2. Kleiner Hans (3:08)
3. Ich Bin Dein Spiegel (4:00)
4. Es Ist Durchaus Nicht Erwiesen (4:42)
5. Dora (3:55)
6. Du Bist Allein (4:24)
7. Ausgestossen (3:58)
8. Doctor Charcot (4:54)
9. Frau Schmetterling (4:11)
10. Der Ring (3:06)
11. Vision Dora (instrumental) (3:00)
12. Nie War Das Gluck So Nah (3:20)
13. U-Bahn (3:45)
14. Wer Ging Den Weg (5:04)
15. Oedipus - Terzett (6:25)
16. Chorus (0:58)
17. Freudiana (4:58)